# 水灰藓
水灰藓（学名：Hygrohypnum smithii）为柳叶藓科水灰藓属下的一个种。